# ディオニスス (小惑星)
ディオニスス (3671 Dionysus) はアポロ群の小惑星。シューメーカー夫妻がパロマー天文台で発見した。オリュンポス十二神の一柱ディオニュソスのラテン語表記に因んで命名された。
1997年5月30日から6月8日にかけて、ヨーロッパ南天天文台とオンドレヨフ天文台で観測された光度の変化から衛星が発見され、S/1997 (3671) 1の仮符号が与えられた。衛星の直径は 300 m ほどで、長半径 3.6 km、離心率 0 - 0.1 の軌道を 27.72 ± 0.02 時間の周期で回っている。